# 오징어 (음식)

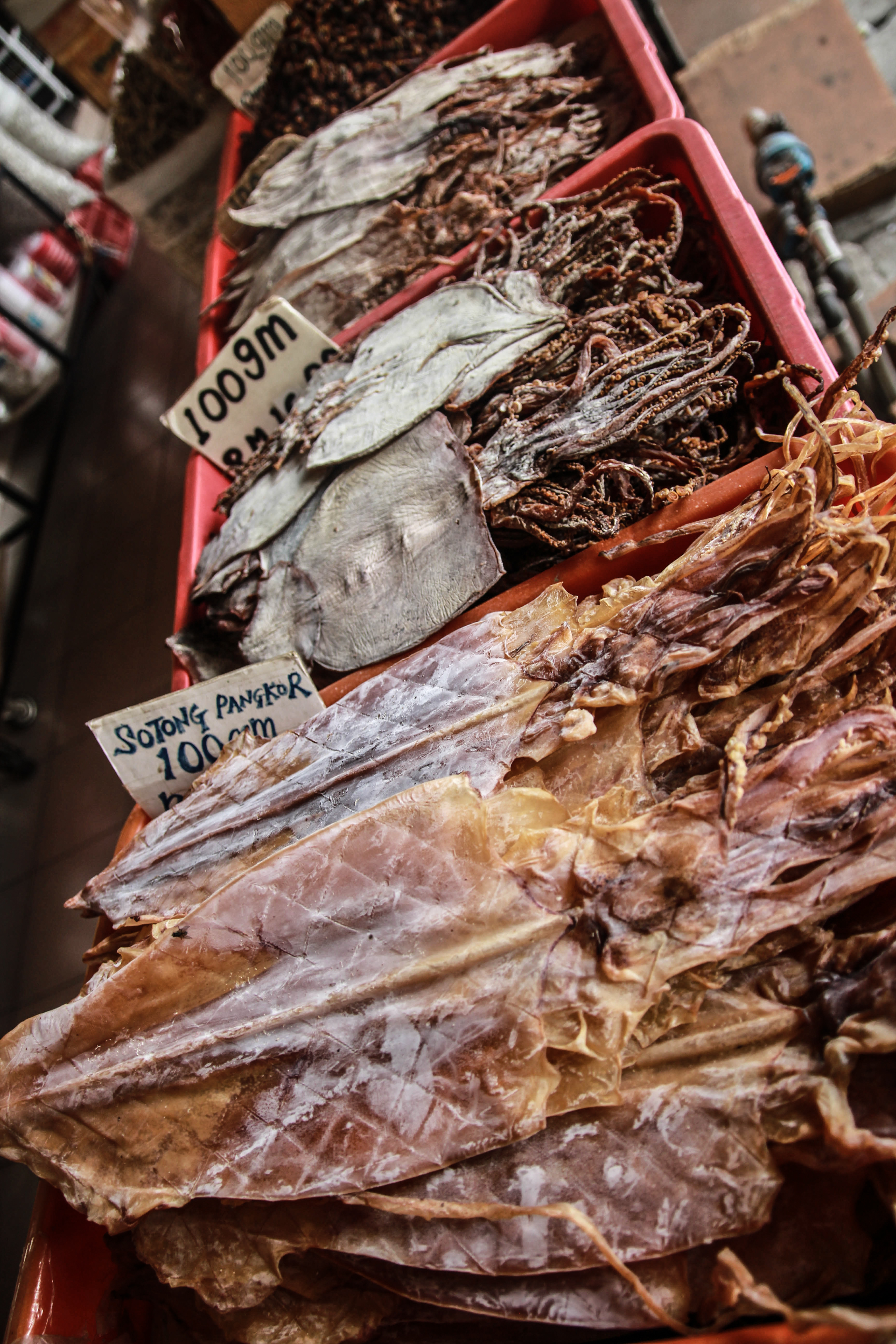

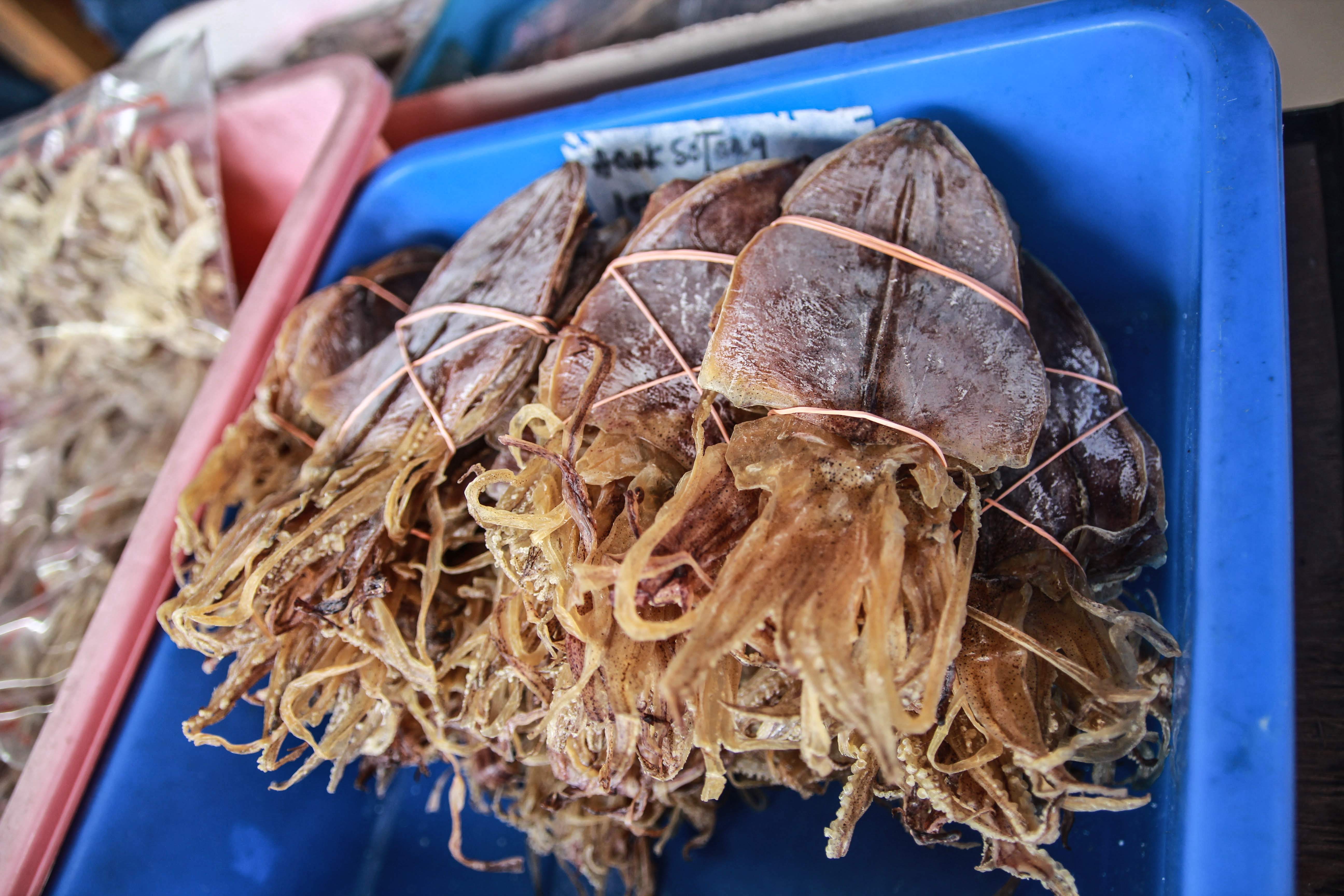

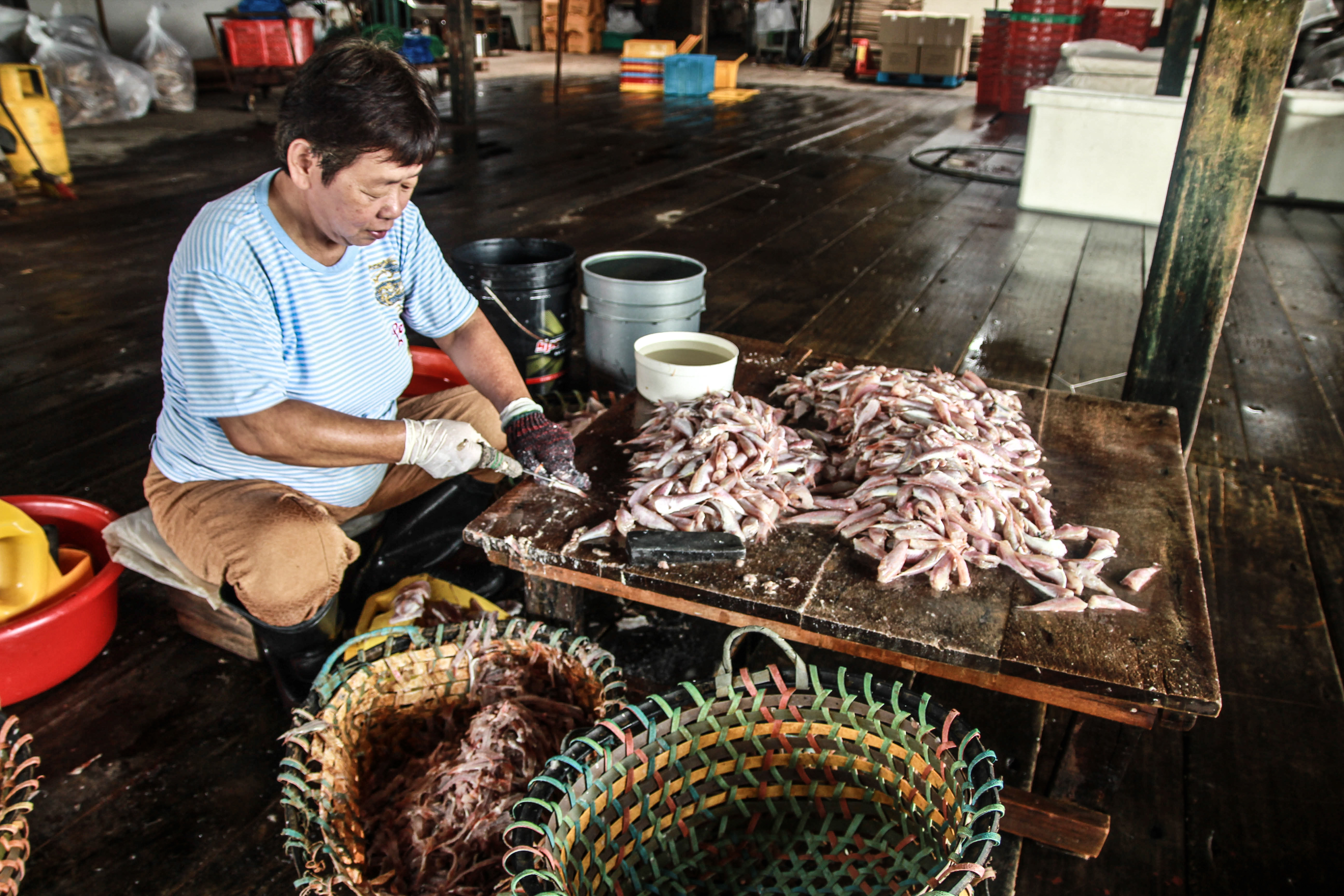

오징어는 다양한 요리에 사용된다. 영어에서는 요리 이름인 칼라마리(calamari)가 오징어 요리에 자주 사용된다. 오징어를 준비하고 요리하는 방법에는 여러 가지가 있다. 튀긴 오징어는 지중해에서 흔히 볼 수 있다. 뉴질랜드, 호주, 미국, 캐나다, 남아프리카공화국에서는 피시 앤 칩스 상점, 스테이크하우스에서 판매된다. 영국에서는 다양한 식당에서 지중해식 '칼라마리' 또는 아시아식 '소금과 후추로 튀긴 오징어' 형태로 찾을 수 있으며 종종 바 스낵, 길거리 음식 또는 전채요리로 제공된다.
오징어는 다양한 방법으로 섭취할 수 있도록 준비될 수 있다. 한국과 일본에서는 때때로 생으로 제공되며, 다른 곳에서는 스시, 사시미, 튀김 품목으로 사용되며, 구이, 속을 채우고, 반죽으로 덮고, 그레이비로 끓이고, 볶음 요리, 밥, 국수 요리에 제공된다. 오징어채(말린 잘게 썬 오징어)는 동아시아를 포함한 일부 아시아 지역에서 흔히 볼 수 있는 간식이다.

## 예시
- 아로스 네그레
- 오삼불고기
- 오징어불고기
- 오징어순대
- 오징어채
- 오징어튀김
- 오징어젓갈
- (오징어)초밥
- 오징어 먹물 핫도그
- 오징어젓

## 같이 보기
- 생선